# Meeting du Pas-de-Calais 2010
Meeting du Pas-de-Calais 2010 – halowy mityng lekkoatletyczny, który odbył się w Liévin 5 marca. Zawody kończyły cykl IAAF World Indoor Meetings.

## Rezultaty
| AR – halowy rekord kontynentu \| NR - rekord kraju \| PB - rekord życiowy \| SB - najlepszy wynik w sezonie |

### Mężczyźni
| Konkurencja               | 1. miejsce          | 1. miejsce | 2. miejsce               | 2. miejsce | 3. miejsce           | 3. miejsce |
| ------------------------- | ------------------- | ---------- | ------------------------ | ---------- | -------------------- | ---------- |
| Bieg na 60 m              | Christophe Lemaître | 6,58       | Harry Aikines-Aryeetey   | 6,58       | Lerone Clarke        | 6,60       |
| Bieg na 300 m             | Leslie Djhone       | 32,47 AR   | William Collazo          | 32,74 NR   | Roman Smirnow        | 32,88 NR   |
| Bieg na 1500 m            | William Biwott      | 3:37,85    | Nixon Chepseba           | 3:38,17    | Abdelkader Bakhtache | 3:38,32 PB |
| Bieg na 3000 m            | Bouabdellah Tahri   | 7:38,39    | Daniel Kipchirchir Komen | 7:42,71 SB | Noureddine Smaïl     | 7:59,87    |
| Bieg na 60 m przez płotki | Dayron Robles       | 7,45       | Jewgienij Borisow        | 7,53 SB    | Igor Pieriemota      | 7,67       |
| Trójskok                  | Alexis Copello      | 17,24 PB   | Christian Olsson         | 17,23      | Yoandri Betanzos     | 17,10      |
| Skok o tyczce             | Kevin Rans          | 5,71 =NR   | Hendrik Gruber           | 5,60       | Jérôme Clavier       | 5,50       |

### Kobiety
| Konkurencja               | 1. miejsce       | 1. miejsce | 2. miejsce      | 2. miejsce | 3. miejsce          | 3. miejsce |
| ------------------------- | ---------------- | ---------- | --------------- | ---------- | ------------------- | ---------- |
| Bieg na 60 m              | Sheri-Ann Brooks | 7,20       | Myriam Soumaré  | 7,20       | Véronique Mang      | 7,23       |
| Bieg na 300 m             | Amantle Montsho  | 36,33 AR   | Ksenia Wdowina  | 36,88 PB   | Julija Guszczina    | 36,93 PB   |
| Bieg na 60 m przez płotki | Anay Tejeda      | 7,95 SB    | Ginnie Powell   | 7,96       | Christina Vukicevic | 7,96       |
| Skok wzwyż                | Marina Aitowa    | 1,93       | Nadiya Dusanova | 1,91       | Mélanie Melfort     | 1,89       |